# Bałchasz (jezioro)
Bałchasz (kaz. Балқаш, Bałkasz; ros. Балхаш, Bałchasz) – bezodpływowe jezioro w Kazachstanie, w Kotlinie Bałchasko-Ałakolskiej. Zlewnia jeziora stanowi 413 000 km². Przy długości 600 km, jego średnia głębokość wynosi 6 m. Lustro wody znajdujące się na rzędnej ok. 340 m n.p.m. ulega znacznym wahaniom.

## Morfologia

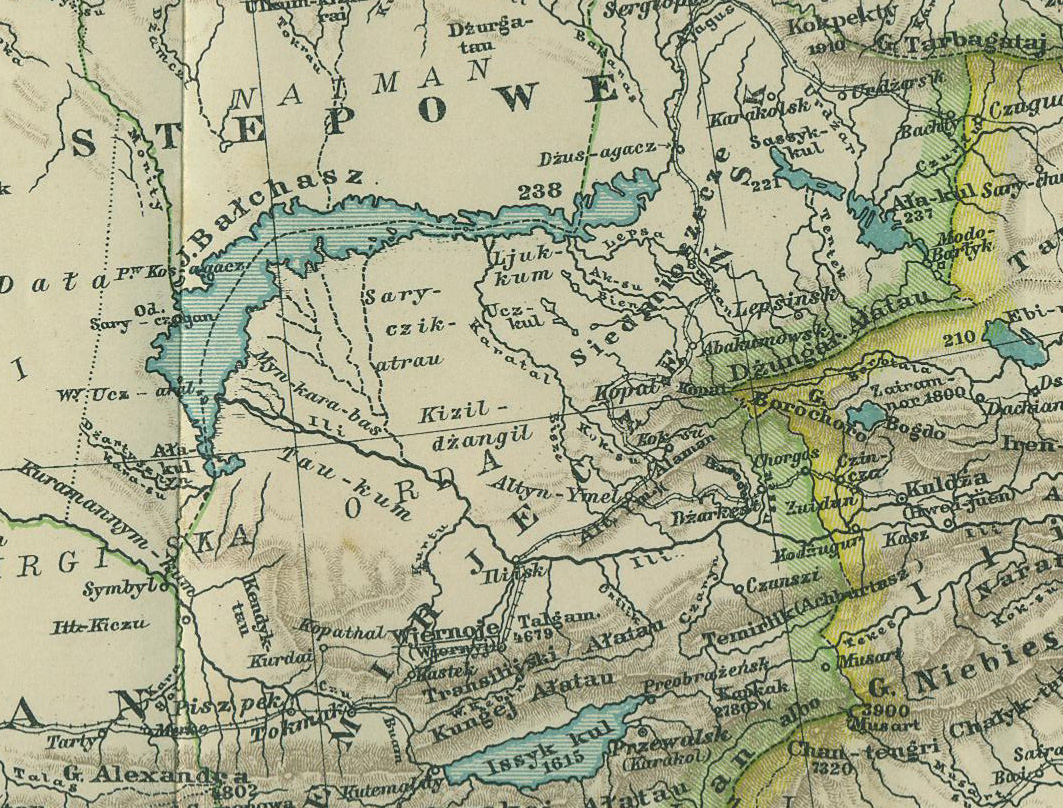
Mapa jeziora z Encyklopedii Powszechnej S. Orgelbranda 1903

Północny brzeg jest wysoki i skalisty, południowy – niski i piaszczysty. W zachodniej części (płytszej, 58% powierzchni i 46% objętości) woda jest słodka, we wschodniej (głębszej, 42% powierzchni i 54% objętości) słona. Przyczynami takiej anomalii są wąskie połączenie obu części jeziora, silne parowanie związane z położeniem geograficznym oraz lokacja rzeki Ili, która przenosi ogromne masy słodkiej wody z topniejących śniegów z gór, w zachodniej części. Dolinę rzeki widać na zdjęciu obok (duży ciemny pas w południowo-zachodniej części).
Do jeziora uchodzą rzeki: Ili, Aksu, Karatał i Ajagöz.

## Historia
Jezioro stanowi granicę północną Siedmiorzecza – historycznej krainy od połowy XVIII wieku będącej prowincją Chin, od 1864 – 1936 w składzie Rosji, kiedy (do 1920) istniało siedmiorzeckie wojsko kozackie.
Na północnym brzegu jeziora znajduje się miasto Bałchasz – ośrodek eksploatacji bogatych złóż miedzi.
W okolicy Saryszaganu nad jeziorem znajdował się poligon wojskowy „A” do testowania rakiet dla radzieckich wojsk obrony powietrznej, urządzony postanowieniem władz ZSRR z 17 sierpnia 1956 roku.

## Przyroda
Pustynie i półpustynie wokół jeziora porośnięte są przęślą Ephedra lematolepis, saksaułem czarnym Haloxylon ammodendron, bylicami i kauczukodajną chondrillą wysoką. Fauna zbiornika jest bardzo uboga z uwagi na skład chemiczny wód i młodość akwenu. Z ryb w jeziorze żyją tylko cztery gatunki: okoń bałchaski (Perca schrenki, endemit), jeden gatunek śliza oraz dwa gatunki marynki.